# 在マラウイ外国公館の一覧

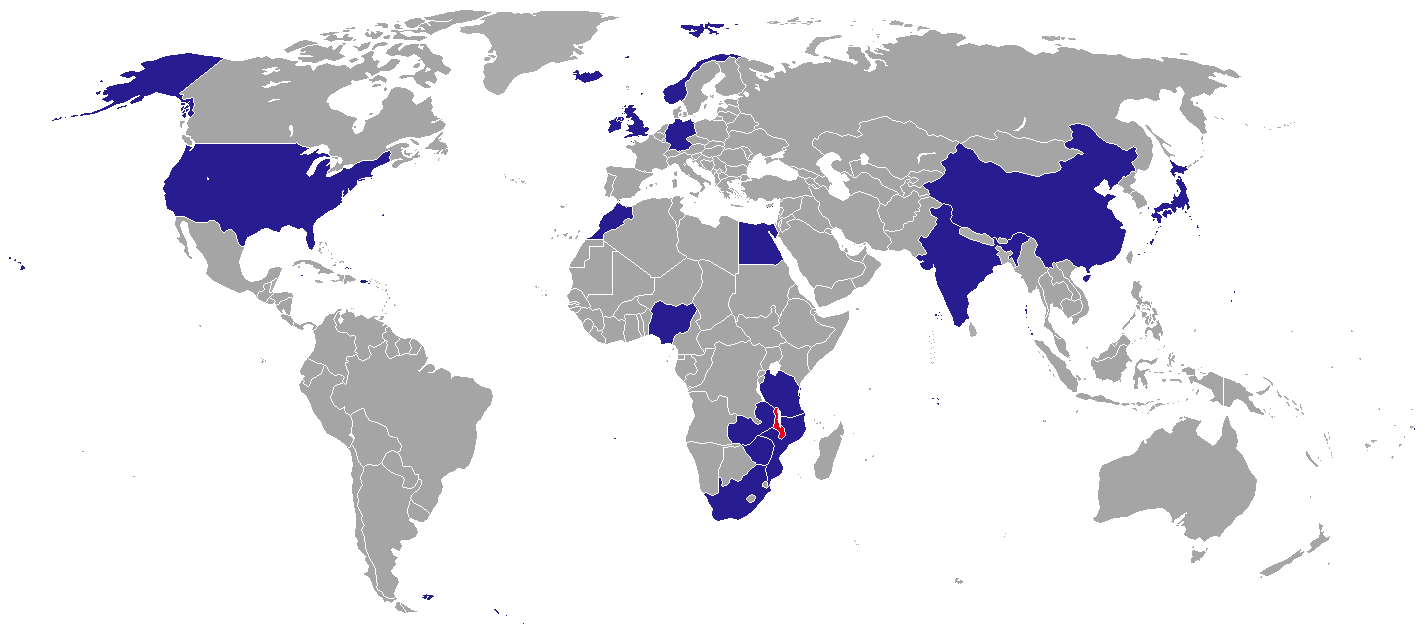
マラウイに外交使節団を常駐させている国

在マラウイ外国公館の一覧では、マラウイに置かれている各国の大使館、領事館等について扱う。現在、マラウイの首都であるリロングウェには、17ヶ国の大使館が置かれている。

## 大使館・高等弁務官事務所
リロングウェ
1. 中華人民共和国[1]
2. エジプト[1]
3. ドイツ[1]
4. アイスランド[1][2]
5. インド[1][3]
6. アイルランド[1][4]
7. 日本[1]
8. モロッコ[1]
9. モザンビーク[1][5]
10. ナイジェリア[1]
11. ノルウェー[1][6]
12. 南アフリカ共和国[1]
13. タンザニア[1][7]
14. イギリス[1]
15. アメリカ合衆国[1]
16. ザンビア[1]
17. ジンバブエ[1][8]

## 領事館
ブランタイヤ
- モザンビーク （総領事館）

## 名誉領事館
ブランタイヤ
| - オーストリア - カナダ - ギリシャ - アイルランド - パキスタン |

リロングウェ
| - フィンランド - イタリア |

## 非常駐の大使館
括弧内は所在都市。
- ブラジル（ハラレ）
- カナダ（マプト）
- メキシコ（プレトリア）
- スイス（ハラレ）
- タンザニア（ルサカ）